# Wünsch
Wünsch ist ein Ortsteil der Stadt Mücheln (Geiseltal) im Saalekreis in Sachsen-Anhalt.

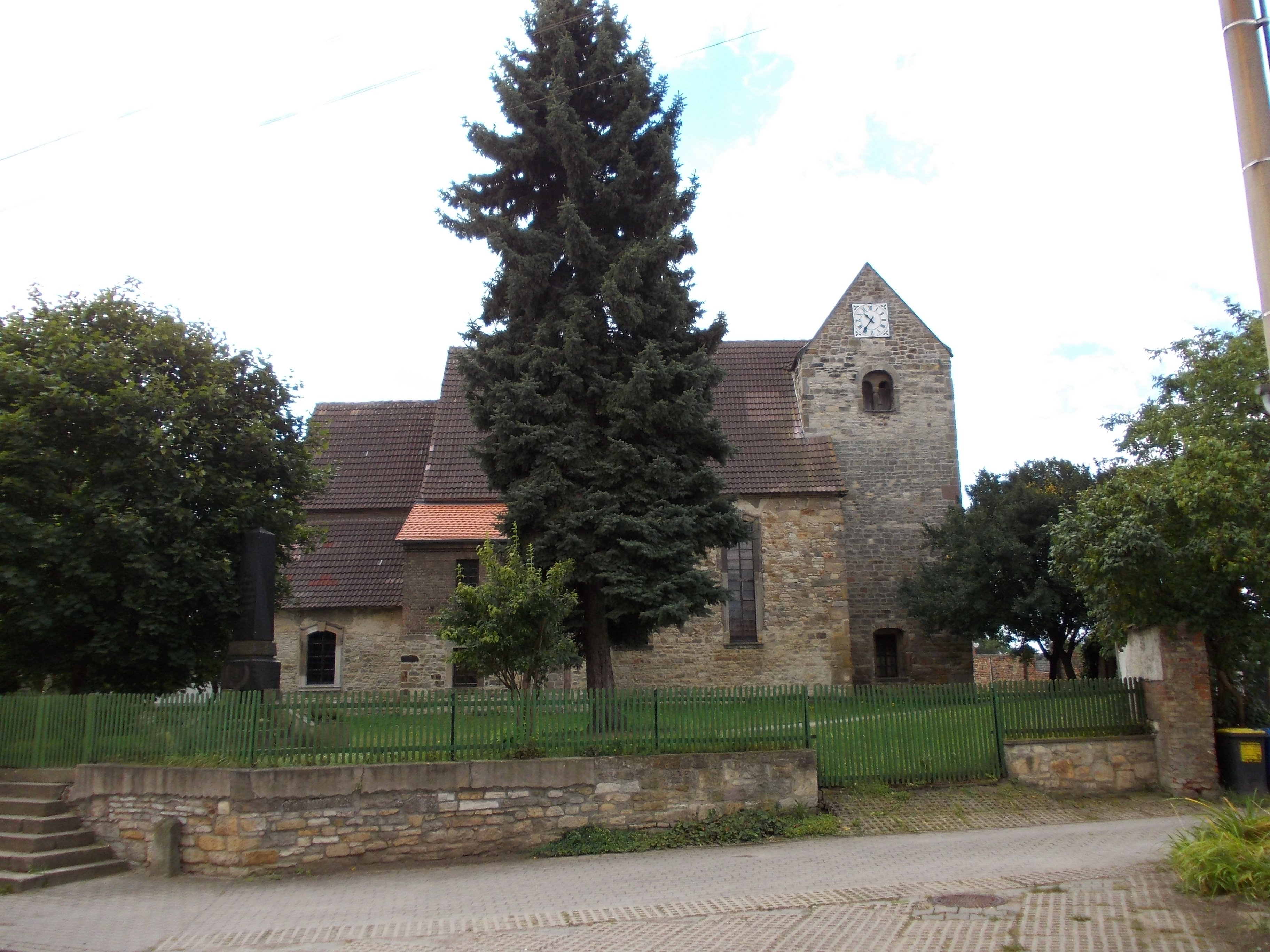
Johanniskirche in Oberwünsch

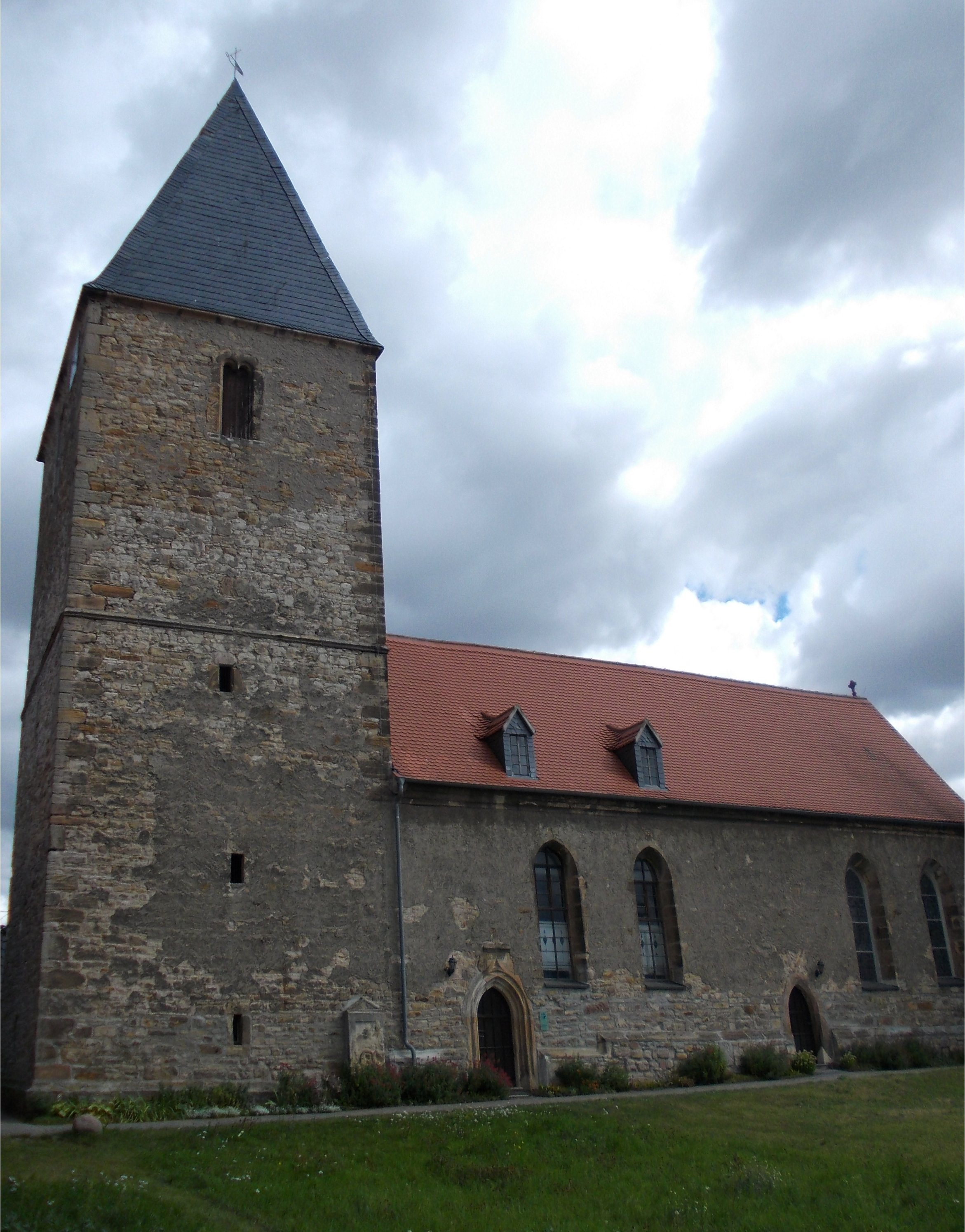
Kirche St. Nikolai in Niederwünsch

## Geografie
Wünsch liegt am Geiseltalsee zwischen den Städten Querfurt (18,5 km), Merseburg (18 km) und Freyburg (Unstrut) (19,11 km) und besteht aus 2 kleineren Ortschaften (siehe Eingemeindungen).
Beide Ortsteile weichen in ihrer Höhenlage voneinander ab. Oberwünsch liegt mit 124 über NN etwas unterhalb von Niederwünsch (128 über NN). Als wichtigstes Fließgewässer durchquert die Schwarzeiche aus westlicher Richtung kommend die Gemarkung Wünsch und mündet im Osten von Milzau in die Laucha.

## Geschichte
In einem zwischen 881 und 899 entstandenen Verzeichnis des Zehnten des Klosters Hersfeld wird Wünsch als zehntpflichtiger Ort Unschi im Friesenfeld erstmals urkundlich erwähnt.
Wünsch lag von je her an einer wichtigen Kriegs- und Handelsstraße, welche von Halle über Bad Lauchstädt nach Thüringen führte. Daher kamen beide Ortschaften oft sehr direkt mit der politischen und wirtschaftlichen Entwicklung in Berührung. Während des Bauernkrieges wurde Niederwünsch 1525 von den Truppen des sächsischen Herzogs geplündert, als diese auf dem Weg von der Schlacht bei Frankenhausen nach Merseburg waren.
Oberwünsch gehörte bis 1815 zum wettinischen, später kursächsischen Amt Freyburg. Niederwünsch hingegen gehörte bis 1815 als Exklave zum hochstift-merseburgischen Amt Merseburg, das seit 1561 unter kursächsischer Hoheit war. Durch die Beschlüsse des Wiener Kongresses kamen beide Orte zu Preußen und wurden dem Regierungsbezirk Merseburg der Provinz Sachsen zugeteilt, zu dem sie bis 1944 gehörten. Oberwünsch kam 1816 zum Kreis Querfurt, Niederwünsch zum Kreis Merseburg.
Am 1. Juli 1950 fusionierten die Gemeinden Niederwünsch (Landkreis Merseburg) und Oberwünsch (Landkreis Querfurt) zur neuen Gemeinde Wünsch, die dem Landkreis Merseburg zugesprochen wurde.
Seit dem 1. Januar 2006 ist das vereinigte Wünsch ein Ortsteil der Stadt Mücheln.

## Religion
Die überwiegend evangelische Bevölkerung von Wünsch besucht den Gottesdienst entweder in der Sankt-Johannis-Kirche von Oberwünsch, oder der Sankt-Nikolai-Kirche von Niederwünsch. Die Tatsache, dass zwei evangelische Kirchen vorhanden sind begründet sich vor allem aus der geschichtlichen Trennung beider Ortsteile. Nächste katholische Kirche war bis zur Profanierung 2014 die Kirche St. Bruno von Querfurt in Langeneichstädt.

## Gewerbe
Hauptsächlich ist Wünsch von der Landwirtschaft geprägt. Neben der Agrar-Produkt e.G. existiert ein Wiedereinrichter, der den Ackerbau im Nebenerwerb betreibt. Des Weiteren existieren in Wünsch eine Firma für Kraftfahrzeuginstandsetzung, ein Bauunternehmen, eine Montagefirma, Friseur eine Computervertriebsfirma und einige andere kleine Unternehmen.

## Verkehrsanbindung
Westlich des Ortes verläuft die Bundesstraße 180 von Querfurt nach Naumburg (Saale).
Eine Anbindung an das öffentliche Verkehrsnetz erfolgt über den Verkehr von Linienbussen der PNVG. Wünsch besitzt keine direkte Anbindung an das Schienennetz der Deutschen Bahn. Dies ist nur über die umliegenden Ortschaften Langeneichstädt und Mücheln möglich.

## Vereine
Das kulturelle Leben in der Gemeinde Wünsch ist stark durch aktive Vereinsarbeit geprägt. Neben dem Volkschor, welcher schon seit 28 Jahren existiert gibt es einen Pfingstverein, der alte Traditionen in der Gemeinde pflegt. Ebenfalls wurde ein Sportverein e. V. gegründet, in dem sich Hobbyfußballer betätigen können. Die Volkssolidarität, Ortsgruppe Wünsch, bietet den Rentnern monatliche Veranstaltungen. Natürlich existieren auch eine Freiwillige Feuerwehr und eine Jugendfeuerwehr sowie eine Popgymnastikgruppe.
Neuestes Projekt ist der Wünscher Landhof e. V., welcher den Besuchern das traditionelle Leben eines Bauernhofes nahebringt.

## Persönlichkeiten
- Paul Friedrich Achat Nitsch (1754–1794), Schriftsteller und Geistlicher, Pfarrer von Nieder- und Oberwünsch
- Otto Pfeiffer (* 2. Mai 1937 in Niederwünsch), DDR-Diplomat, Geschäftsträger in Spanien (1973–1975), Botschafter in Venezuela und Guyana (1977–1981)